# 臺北市政府青年局
臺北市政府青年局（簡稱臺北市青年局），臺北市政府所屬的一級機關。2015年臺北市青年事務委員會成立，是臺北市政府所設立之任務編組，後於2024年6月1日改制為青年局。

## 組織架構
- 綜合規劃科
- 國際發展科
- 職涯支援科
- 秘書室
- 會計室
- 人事室

## 歷任首長
| 姓名   | 任職期間                  | 備註 |
| ------ | ------------------------- | ---- |
| 殷瑋   | 113年3月1日至114年3月18日 |      |
| 周羿希 | 114年3月18日至今          |      |

## 簡介記事
2017年7月7日，第三屆「台北市政府青年事務委員會」7月7日上午8時止開放網路報名至7月24日。
2018年7月11日，第四屆「台北市政府青年事務委員會」7月11日上午8時止開放網路報名至7月24日。
2022年新設臺北市青年事務委員會官方網站，並上線「提點子」功能。
2024年6月1日青年事務委員會改制為臺北市政府青年局。

## 原青年發展委員會
臺北市政府為強化市府青年事務整合政策規劃及研訂發展策略，以加速臺北市青年事務發展，特設臺北市青年事務委員會，所屬性質為府層級任務編組委員會，主任委員由市長兼任，委員由市府聘派兼，並訂定《臺北市青年事務委員會設置要點》。

### 任務
臺北市青年事務委員會（下簡稱北市青委會）每三個月召開會議一次，由主任委員召集並擔任主席，主任委員因故不能主持時，得指派副主任委員代理；主任委員及副主任委員均因故不能主持時，由主任委員指定一人代理。委員不克出席時，府內委員得委任代理人出席，但外聘委員不適用委任出席規定。 北市青委會及各工作組得依會議需要，邀請臺北市政府（下簡稱北市府）相關局處首長、其他民間團體代表及專家學者列席。北市青委會任務如下：
（一）規劃北市府青年之綜合計畫及研究發展政策。
（二）營造臺北市有利青年之就業及就學環境。
（三）整合北市府與民間之財力資源，推動臺北市青年住宅政策。
（四）規劃北市府協助青年成家及育兒政策。
（五）整合北市府青年旅遊及青年志工政策。
（六）適時與青年界召開研討會，強化青年事務發展政策之前瞻性與可行性。
（七）其他與臺北市青年事務有關之重要事宜。

### 工作分組
臺北市青年事務委員會設四工作組，分組研議青年事務事宜，各工作組得視實際需要召開工作會議。分工情形及主政幕僚機關如下：
（一）青年發展組：研議青年就學、就業、創業政策，由產業發展局為主政幕僚機關，勞動局為協辦機關。
（二）青年成家組：研議都會青年住宅、成家育兒及托老政策由社會局為主政幕僚機關，都市發展局為協辦機關。
（三）樂活城市組：研議青年藝術、文化、生活發展政策，由文化局為主政幕僚機關。
（四）旅遊暨志工組：研議青年旅遊暨青年志工發展政策，由觀光傳播局為主政幕僚機關，教育局及民政局為協辦機關。

### 第一屆委員
| 職稱       | 身份     | 姓名   | 經歷                                 |
| ---------- | -------- | ------ | ------------------------------------ |
| 主任委員   | 府內兼任 | 柯文哲 | 臺北市市長                           |
| 副主任委員 | 府內派兼 | 周麗芳 | 臺北市副市長                         |
| 副主任委員 | 府外聘兼 | 陳怡潔 | 親民黨籍全國不分區立法委員           |
| 委員       | 府內派兼 | 許立民 | 臺北市社會局長                       |
| 委員       | 府內派兼 | 賴香伶 | 臺北市勞動局長                       |
| 委員       | 府內派兼 | 藍世聰 | 臺北市民政局長                       |
| 委員       | 府內派兼 | 林崇傑 | 臺北市產發局長                       |
| 委員       | 府內派兼 | 簡余晏 | 臺北市觀傳局長                       |
| 委員       | 府外聘兼 | 林之晨 | 之初創投創辦人                       |
| 委員       | 府外聘兼 | 林以涵 | 社企流創辦人                         |
| 委員       | 府外聘兼 | 黃建興 | 文化大學新媒體與社群行為研究中心顧問 |
| 委員       | 府外聘兼 | 林大涵 | 貝殼放大股份有限公司執行長           |
| 委員       | 府外聘兼 | 林群倫 | 安盟生技股份有限公司董事長/執行長    |
| 委員       | 府外聘兼 | 徐挺耀 | 潮網科技股份有限公司執行長           |
| 委員       | 府外聘兼 | 陳彥良 | 禾拓規劃設計顧問有限公司 協理        |
| 委員       | 府外聘兼 | 凌瑋隆 | 視覺藝術家/導演/製片                 |
| 委員       | 府外聘兼 | 顏瑋志 | CAMPOBAG希嘉文化執行長               |
| 委員       | 府外聘兼 | 顧廣毅 | 藝術家/牙醫師                        |
| 委員       | 府外聘兼 | 石孟嵐 | 丹麥技術大學永續能源工程 碩士生      |
| 委員       | 府外聘兼 | 施俊宇 | 輔仁大學公共衛生學系 學生            |
| 委員       | 府外聘兼 | 羅丹   | 國立臺灣師範大學國文學系 學生        |

### 第二屆委員
| 職稱       | 身份     | 姓名   | 經歷                                      |
| ---------- | -------- | ------ | ----------------------------------------- |
| 主任委員   | 府內兼任 | 柯文哲 | 臺北市市長                                |
| 副主任委員 | 府內派兼 | 王寶萱 | 市長室專員                                |
| 副主任委員 | 府外聘兼 | 黃建興 | 文化大學新媒體與社群行為研究中心顧問      |
| 委員       | 府內派兼 | 許立民 | 臺北市社會局長                            |
| 委員       | 府內派兼 | 賴香伶 | 臺北市勞動局長                            |
| 委員       | 府內派兼 | 藍世聰 | 臺北市民政局長                            |
| 委員       | 府內派兼 | 林崇傑 | 臺北市產發局長                            |
| 委員       | 府內派兼 | 簡余晏 | 臺北市觀傳局長                            |
| 委員       | 府外聘兼 | 林大涵 | 貝殼放大股份有限公司執行長                |
| 委員       | 府外聘兼 | 呂欣潔 | 同志諮詢熱線資深研究員                    |
| 委員       | 府外聘兼 | 林韋銘 | 臺北市花藝設計製作業職業工會理事長        |
| 委員       | 府外聘兼 | 顏瑋志 | CAMPOBAG希嘉文化執行長                    |
| 委員       | 府外聘兼 | 陳彥良 | 禾拓規劃設計顧問有限公司 協理             |
| 委員       | 府外聘兼 | 游知澔 | Biome Arts共同發起人                      |
| 委員       | 府外聘兼 | 林群倫 | 安盟生技股份有限公司董事長/執行長         |
| 委員       | 府外聘兼 | 楊千潁 | 2016社區技藝培訓營策劃發起人              |
| 委員       | 府外聘兼 | 陳佳菁 | 國立陽明大學醫學系 學生                   |
| 委員       | 府外聘兼 | 林煥鈞 | 臺北市政府工務局新建工程處 替代役男       |
| 委員       | 府外聘兼 | 陳伯瑋 | 國立臺灣大學化工所 碩士生                 |
| 委員       | 府外聘兼 | 廖郁雯 | 輔仁大學公共衛生學系雙主修食品科學系 學生 |
| 委員       | 府外聘兼 | 巫榮申 | 國立臺北大學公共行政暨政策學系 學生       |

### 第三屆委員
| 職稱       | 身份     | 姓名   | 經歷                                                                       |
| ---------- | -------- | ------ | -------------------------------------------------------------------------- |
| 主任委員   | 府內兼任 | 柯文哲 | 臺北市市長                                                                 |
| 副主任委員 | 府內派兼 | 蕭伶伃 | 市長室專員                                                                 |
| 副主任委員 | 府外聘兼 | 黃建興 | 文化大學新媒體與社群行為研究中心顧問                                       |
| 委員       | 府內派兼 | 許立民 | 臺北市社會局長                                                             |
| 委員       | 府內派兼 | 賴香伶 | 臺北市勞動局長                                                             |
| 委員       | 府內派兼 | 鍾永豐 | 臺北市文化局長                                                             |
| 委員       | 府內派兼 | 林崇傑 | 臺北市產發局長                                                             |
| 委員       | 府內派兼 | 陳思宇 | 臺北市觀傳局長                                                             |
| 委員       | 府外聘兼 | 邱昱凱 | 金融業 從業人員                                                            |
| 委員       | 府外聘兼 | 潘姿吟 | 台灣運動產業協會 秘書長                                                    |
| 委員       | 府外聘兼 | 陳德君 | 萬華社區小學創辦人                                                         |
| 委員       | 府外聘兼 | 饒又驎 | 開平餐飲學校 學生 （為歷屆委員中唯一高中職生）                             |
| 委員       | 府外聘兼 | 黃意晴 | 實踐大學 媒體傳達設計學系 學生                                             |
| 委員       | 府外聘兼 | 蔡宗杭 | 國立臺灣師範大學 人類發展與家庭學系 學生 新北市青年事務委員會 協力團隊成員 |
| 委員       | 府外聘兼 | 施曠軍 | 台灣街舞藝術協會 創會理事長                                                |
| 委員       | 府外聘兼 | 劉辰岫 | 人嶼科技藝術國際有限公司藝術總監                                           |
| 委員       | 府外聘兼 | 劉昱亞 | APT台北辦公室專案經理                                                      |
| 委員       | 府外聘兼 | 張雲淞 | Pickone挑場地 (好域股份有限公司）共同創辦人兼執行長                        |
| 委員       | 府外聘兼 | 陳彥良 | 禾拓規劃設計顧問有限公司 協理                                              |
| 委員       | 府外聘兼 | 江軍   | 英國皇家工藝學會（Royal Society of Arts）院士                              |
| 委員       | 府外聘兼 | 陳韻竹 | Plan b 第二計劃有限公司 資深合夥人                                         |

### 第四屆委員
| 職稱       | 身份     | 姓名     | 經歷                                 |
| ---------- | -------- | -------- | ------------------------------------ |
| 主任委員   | 府內兼任 | 柯文哲   | 臺北市市長                           |
| 副主任委員 | 府內派兼 | 蕭伶伃   | 市長室專員                           |
| 副主任委員 | 府外聘兼 | 黃建興   | 國立臺北藝術大學顧問                 |
| 委員       | 府內派兼 | 曾燦金   | 臺北市教育局長                       |
| 委員       | 府內派兼 | 賴香伶   | 臺北市勞動局長                       |
| 委員       | 府內派兼 | 藍世聰   | 臺北市民政局長                       |
| 委員       | 府內派兼 | 林崇傑   | 臺北市產發局長                       |
| 委員       | 府內派兼 | 陳思宇   | 臺北市觀傳局長                       |
| 委員       | 府外聘兼 | 陳彥良   | 禾拓規劃設計顧問有限公司協理         |
| 委員       | 府外聘兼 | 魏琬容   | OISTAT國際劇場組織執行長             |
| 委員       | 府外聘兼 | 林立青   | 監工、文字工作者                     |
| 委員       | 府外聘兼 | 張筱嬋   | 中華民國家庭照顧者關懷總會副主任     |
| 委員       | 府外聘兼 | 黃苑婷   | 臺北市立景美女中公民與社會科教師     |
| 委員       | 府外聘兼 | 曾廣芝   | 青年發展協進會秘書長                 |
| 委員       | 府外聘兼 | 柯伯麟   | 玖樓共生公寓共同創辦人               |
| 委員       | 府外聘兼 | 張雲淞   | Pickone創辦人                        |
| 委員       | 府外聘兼 | 上官良治 | 臺灣維基媒體協會理事                 |
| 委員       | 府外聘兼 | 周聖傑   | 財團法人台灣全球品牌管理協會專案經理 |
| 委員       | 府外聘兼 | 蘇立志   | 國立高雄師範大學體育學系學生         |
| 委員       | 府外聘兼 | 林詠晴   | 崇光女中學生                         |
| 委員       | 府外聘兼 | 戴可婕   | 東吳大學法律系學生                   |

### 第五屆委員
| 職稱       | 身份     | 姓名   | 經歷                                 |
| ---------- | -------- | ------ | ------------------------------------ |
| 主任委員   | 府內兼任 | 柯文哲 | 臺北市市長                           |
| 副主任委員 | 府內派兼 | 蕭伶伃 | 市長室專員                           |
| 副主任委員 | 府外聘兼 | 許立民 | 台大醫院主治醫師                     |
| 委員       | 府內派兼 | 陳雪慧 | 臺北市社會局長                       |
| 委員       | 府內派兼 | 曾燦金 | 臺北市教育局長                       |
| 委員       | 府內派兼 | 蔡宗雄 | 臺北市文化局長                       |
| 委員       | 府內派兼 | 林崇傑 | 臺北市產發局長                       |
| 委員       | 府內派兼 | 劉奕霆 | 臺北市觀傳局長                       |
| 委員       | 府外聘兼 | 周世恩 | Qsearch共同創辦人兼技術長            |
| 委員       | 府外聘兼 | 周聖傑 | 社團法人台灣全球品牌管理協會專案經理 |
| 委員       | 府外聘兼 | 陳彥良 | 禾拓規劃設計顧問有限公司 協理        |
| 委員       | 府外聘兼 | 曾廣芝 | 青年發展協進會秘書長                 |
| 委員       | 府外聘兼 | 柯伯麟 | 玖樓共生公寓 共同創辦人              |
| 委員       | 府外聘兼 | 張筱嬋 | 中華民國家庭照顧者關懷總會副主任     |
| 委員       | 府外聘兼 | 寇惠琪 | 大學光學商品部課長                   |
| 委員       | 府外聘兼 | 王振瑜 | 國際NGO工作者                        |
| 委員       | 府外聘兼 | 林子凱 | 大陸全國台企聯青委會創會執行長       |
| 委員       | 府外聘兼 | 周亦宣 | 極限電競股份有限公司 營運長          |
| 委員       | 府外聘兼 | 李成蔭 | 國立臺灣大學國家發展研究所碩士班     |
| 委員       | 府外聘兼 | 蔡壹琳 | 國立臺灣師範大學地球科學系           |
| 委員       | 府外聘兼 | 張家馨 | 臺灣大學社會學系學士                 |

### 第六屆委員
| 職稱       | 身份     | 姓名   | 經歷                                                             |
| ---------- | -------- | ------ | ---------------------------------------------------------------- |
| 主任委員   | 府內兼任 | 柯文哲 | 臺北市市長                                                       |
| 副主任委員 | 府內派兼 | 蕭伶伃 | 市長室顧問                                                       |
| 副主任委員 | 府外聘兼 | 許立民 | 台大醫院主治醫師                                                 |
| 委員       | 府內派兼 | 曾燦金 | 臺北市教育局長                                                   |
| 委員       | 府內派兼 | 周榆修 | 臺北市社會局長                                                   |
| 委員       | 府內派兼 | 陳信瑜 | 臺北市勞動局長                                                   |
| 委員       | 府內派兼 | 林崇傑 | 臺北市產發局長                                                   |
| 委員       | 府內派兼 | 劉奕霆 | 臺北市觀傳局長                                                   |
| 委員       | 府外聘兼 | 王思翰 | 林口長庚醫院整形重建外科 住院醫師 台灣急救加護醫學會住院醫師委員 |
| 委員       | 府外聘兼 | 邱昱凱 | 悠遊卡公司 資深經理                                              |
| 委員       | 府外聘兼 | 劉又瑄 | 轉轉設計股份有限公司(Re-lab) 執行長                              |
| 委員       | 府外聘兼 | 周世恩 | Qsearch 共同創辦人兼技術長                                       |
| 委員       | 府外聘兼 | 曾吉弘 | 翰尼斯企業有限公司 經理                                          |
| 委員       | 府外聘兼 | 林家安 | 時習教育有限公司 執行長                                          |
| 委員       | 府外聘兼 | 柯伯麟 | 玖樓共生公寓 共同創辦人                                          |
| 委員       | 府外聘兼 | 王振瑜 | 奇謀良策諮詢顧問有限公司 首席顧問                                |
| 委員       | 府外聘兼 | 王曦涵 | 國泰金控企業 永續襄理                                            |
| 委員       | 府外聘兼 | 周亦宣 | 極限電競股份有限公司 營運長                                      |
| 委員       | 府外聘兼 | 孫瑋成 | 國立臺北教育大學社會與區域發展系二年級                           |
| 委員       | 府外聘兼 | 劉紘瑋 | 國立政治大學國家發展研究所一年級                                 |
| 委員       | 府外聘兼 | 梁政馨 | 淡江大學資訊工程學系二年級                                       |

### 第七屆委員
| 職稱       | 身份     | 姓名   | 經歷                                                             |
| ---------- | -------- | ------ | ---------------------------------------------------------------- |
| 主任委員   | 府內兼任 | 柯文哲 | 臺北市市長                                                       |
| 副主任委員 | 府內派兼 | 蕭伶伃 | 市長室顧問                                                       |
| 副主任委員 | 府外聘兼 | 許立民 | 台大醫院主治醫師                                                 |
| 委員       | 府內派兼 | 曾燦金 | 臺北市教育局長                                                   |
| 委員       | 府內派兼 | 周榆修 | 臺北市社會局長                                                   |
| 委員       | 府內派兼 | 蔡宗雄 | 臺北市文化局長                                                   |
| 委員       | 府內派兼 | 林崇傑 | 臺北市產發局長                                                   |
| 委員       | 府內派兼 | 劉奕霆 | 臺北市觀傳局長                                                   |
| 委員       | 府外聘兼 | 劉又瑄 | 轉轉設計股份有限公司(Re-lab) 執行長                              |
| 委員       | 府外聘兼 | 周世恩 | Qsearch 共同創辦人兼技術長                                       |
| 委員       | 府外聘兼 | 林家安 | 時習教育有限公司 執行長                                          |
| 委員       | 府外聘兼 | 王思翰 | 林口長庚醫院整形重建外科 住院醫師 台灣急救加護醫學會住院醫師委員 |
| 委員       | 府外聘兼 | 柯伯麟 | 玖樓共生公寓 共同創辦人                                          |
| 委員       | 府外聘兼 | 黃懿嫺 | 斜槓媽媽 / 行銷文宣／活動工作者                                  |
| 委員       | 府外聘兼 | 郭孟瑜 | 都市里人規劃設計有限公司 設計師                                  |
| 委員       | 府外聘兼 | 賴辰堯 | 社區服務 / 企劃執行工作者 / 斜槓家庭主夫                         |
| 委員       | 府外聘兼 | 唐亞聖 | 雲豹能源科技股份有限公司 專案經理                                |
| 委員       | 府外聘兼 | 鐘虹期 | 臺北市內湖區安泰里社區發展協會理事長                             |
| 委員       | 府外聘兼 | 趙雪雯 | TMS 臺北市影視音實驗教育機構                                     |
| 委員       | 府外聘兼 | 林可晴 | 國立臺灣大學翻譯碩士學位學程口譯組                               |
| 委員       | 府外聘兼 | 蔣正宏 | 臺北醫學大學附設醫院神經內科實習臨床心理師                       |

### 第八屆委員
| 職稱       | 身份     | 姓名   | 經歷             |
| ---------- | -------- | ------ | ---------------- |
| 主任委員   | 府內兼任 | 柯文哲 | 臺北市市長       |
| 副主任委員 | 府內派兼 | 蕭伶伃 | 市長室顧問       |
| 副主任委員 | 府外聘兼 | 許立民 | 台大醫院主治醫師 |
| 委員       | 府內派兼 | 林崇傑 | 臺北市產發局長   |
| 委員       | 府內派兼 | 周榆修 | 臺北市社會局長   |
| 委員       | 府內派兼 | 劉奕霆 | 臺北市觀傳局長   |
| 委員       | 府內派兼 | 陳家蓁 | 臺北市財政局長   |
| 委員       | 府內派兼 | 袁秀慧 | 臺北市法務局長   |
| 委員       | 府外聘兼 | 劉彥廷 |                  |
| 委員       | 府外聘兼 | 柯承佑 |                  |
| 委員       | 府外聘兼 | 蔡宇傑 |                  |
| 委員       | 府外聘兼 | 呂緗柔 |                  |
| 委員       | 府外聘兼 | 林慶皇 |                  |
| 委員       | 府外聘兼 | 林家安 |                  |
| 委員       | 府外聘兼 | 陳昱築 |                  |
| 委員       | 府外聘兼 | 林易徵 |                  |
| 委員       | 府外聘兼 | 王思翰 |                  |
| 委員       | 府外聘兼 | 趙 軒  |                  |
| 委員       | 府外聘兼 | 林可晴 |                  |
| 委員       | 府外聘兼 | 蔡承諺 |                  |
| 委員       | 府外聘兼 | 陳姿安 |                  |

## 外部連結
- 臺北市青年事務委員會官方網站 （页面存档备份，存于）
- 臺北市政府青年局